# Costante Tivelli
Costante Tivelli (Corbola, 12 giugno 1953) è un ex calciatore italiano, di ruolo attaccante.

## Carriera
Ha indossato le divise di Adriese, Reggina, Bari, Messina, Salernitana, Foggia, SPAL, Cavese, Reggiana e Cosenza. Attaccante dal gol facile al punto tale che negli anni settanta e ottanta risultava essere tra i calciatori più prolifici nei vari campionati professionistici. Sono oltre 150 le reti messe a segno dal bomber veneto tra Serie B e C. Ha giocato per buona parte della sua carriera nel Meridione.
Negli anni settanta è esploso nei campionati di Serie C realizzando 17 gol con la Reggina e 18 gol con la Salernitana (capocannoniere del girone C della Serie C 1977-1978). Ha ottenuto una promozione in Serie B con il Foggia nella stagione 1979-1980, in un'annata molto positiva anche dal punto di vista personale nella quale ha messo a segno 11 gol. Con i satanelli si riconferma con lo stesso numero di reti l'anno successivo tra i cadetti, due dei quali molto pesanti contro il Milan. Il primo realizzato a San Siro in una gara che il Foggia riesce a pareggiare (1-1), e il secondo al ritorno quando allo Zaccheria il Foggia vince per 1-0 grazie a un calcio di rigore trasformato dall'attaccante.
Sempre in B ha giocato anche con Bari, SPAL e Cavese, esordendo in cadetteria il 24 settembre 1978 nella partita Monza-Bari (1-1) e collezionando complessivamente 130 presenze e 36 reti. Con la squadra campana, nella stagione 1982-1983, ha ottenuto il suo record personale di reti in cadetteria, con 12 gol all'attivo (secondo nella classifica marcatori alle spalle di Bruno Giordano), e ha segnato un gol storico a San Siro sempre contro il Milan (pareggiò la rete iniziale del rossonero Jordan) che ha permesso poi alla Cavese di vincere la memorabile sfida di campionato per 2-1. Nel 1983 scende di categoria indossando la maglia della Reggiana con cui realizza 7 reti in 31 presenze di campionato.
L'anno dopo torna nuovamente a giocare al sud ingaggiato dal Cosenza (Serie C1) dove pur realizzando una sola rete, contribuisce notevolmente a far esplodere un giovane Marulla che con 18 reti vince la classifica dei marcatori. Ha lasciato il calcio professionistico al termine della stagione 1985-86 quando militava ancora nel Cosenza, il quale, grazie ai suoi 13 gol, ha evitato la retrocessione in Serie C2. Poi ha continuato a giocare nei dilettanti tornando a vestire per alcuni anni la maglia dell'Adriese (svolgendo per un breve periodo anche il ruolo di allenatore-calciatore) e in seguito quella del Volto dove ha terminato la sua lunga carriera agonistica.

## Palmarès
- Promozione: 1

Adriese: 1971-1972 (girone A)
- Prima Categoria: 1

Adriese: 1986-1987 (girone C)